# Джаша-мару
Джаша-мару — традиционное бутанское блюдо из рубленой курицы и овощей.

## Описание
Мелко порубленную курицу варят в воде с растительным маслом. Также добавляют нарезанные помидоры, перец чили, имбирь, соль, лук и чеснок. На стол в основном подают  с кориандром, обычно с красным рисом. Хотя джаша-мару часто называют рагу, но достаточно большую часть его может составлять куриный бульон. Иногда можно встретить джаша-мару, приготовленное не из курицы, а из говядины.